# Entreat
Entreat — концертный альбом британской группы The Cure, записанный в Лондоне в июле 1989 и вышедший в 1991 году.
Диск включает в себя песни, исполненные во время турне 1989 года в поддержку альбома Disintegration на Арене Уэмбли в Лондоне в июле этого года. Entreat распространялся эксклюзивно во Франции. К записи был проявлен огромный интерес, и она была выпущена по всей Европе.
Последние два трека были выпущены в 1989 году в качестве би-сайдов американской версии сингла «Lullaby». Песни «Fascination Street», «Last Dance», «Prayers for Rain» и «Disintegration» также включены в сингл «Pictures of You».
Наивысшая позиция в чарте Великобритании — № 10.
В 2010 году альбом был переиздан в составе переиздания альбома Disintegration в полной версии, включая живые исполнения песен «Plainsong», «Lovesong», «Lullaby» и «The Same Deep Water as You». Данный вариант, озаглавленный Entreat Plus, был также издан на виниле.

## Список композиций

### Оригинальное издание 1991 года
1. «Pictures of You» — 7:08
2. «Closedown» — 4:23
3. «Last Dance» — 4:41
4. «Fascination Street» — 5:20
5. «Prayers for Rain» — 4:49
6. «Disintegration» — 7:41
7. «Homesick» — 6:49
8. «Untitled» — 6:33

### Entreat Plus(переиздание 2010 года)
1. «Plainsong» — 5:19
2. «Pictures of You» — 7:04
3. «Closedown» — 4:22
4. «Lovesong» — 3:24
5. «Last Dance» — 4:37
6. «Lullaby» — 4:14
7. «Fascination Street» — 5:10
8. «Prayers for Rain» — 4:50
9. «The Same Deep Water as You» — 10:03
10. «Disintegration» — 7:54
11. «Homesick» — 6:47
12. «Untitled» — 6:45

## Участники записи
- Роберт Смит — вокал, гитара
- Порл Томпсон[англ.] — гитара
- Роджер О’Доннелл — клавишные
- Саймон Гэллап — бас-гитара
- Борис Уильямс[англ.] — ударные